# مليحة بريم
قرية مليحة بريم هي إحدى القرى التابعة لمركز كوم حمادة في محافظة البحيرة في جمهورية مصر العربية. حسب إحصاءات سنة 2006، بلغ إجمالي السكان في مليحة بريم 2257 نسمة، منهم 1157 رجل و1100 امرأة.

## التاريخ
قرية مليحة بريم من القرى القديمة، وأرضها كانت في الأصل من أراضي ناحيتي نتما ومحلة أحمد، ثم فصلت عنهما في تربيع سنة 933هـ/1527م، فأصبحت القرية ناحية قائمة بذاتها، حيث ورد اسمها في دفتر المقاطعات سنة 1079هـ/1668م.